# 중앙시장 (프놈펜)
중앙시장(크메르어: ផ្សារធំថ្មី 프사 톰 트머이(新大市場), 프랑스어: Marché central 마쉐 성트랄[*])은 상품 진열대가 가득하고 4개의 긴 복도와 노란색 둥근 지붕이 있는 큰 1937년 설립된 시장이다. 초기설계는 프랑스 건축가 루이 셔숑(Louis Chauchon)이 진행하였으며, 건설공사는 프랑스 건축가 장 데이봐(Jean Desbois)와 블라디미르 칸다우로프(Wladimir Kandaouroff)가 감독하였다.
캄보디아의 수도인 프놈펜에 위치하며 1937년에 처음 개장했을 때 아시아에서 제일 큰 시장으로 알려 있었고 현재도 시장으로 운영하고 있다. 2009년부터 2011년까지 프랑스 개발 기관에서 420만 리엘을 출자받아 개보수를 받았다. 
이 시장은 아침 7시에 문을 열고 5시에 문을 닫는다. 여행객이 꼭 구경해야 할 명소다. 여행객은 대부분 다양한 할인 된 상품을 구경하기 위해 방문하고 4 긴 복도 안에는 금, 은, 고대 동전, 화폐교환, 남자와 여자의 옷, 시계, 책, 꽃, 음식, 직물, 신발, 기념품, 생선, 회물, 후식, 짐, 무수한 상품이 있다.
이 독특한 아르 데코 건물은 프놈펜의 랜드마크이다. 1935년 전에 장마철에 빗물이 이 지방에 있는 호수에 흘러 모였다. 그 호수 물이 다 빠져나갔고 1935년에 건설은 시작되었다. 1937년 이후에 장마철에 홍수 때문에 만들어진 옛 호수의 남아 있는 증거이다. 시장의 입구에는 티셔츠, 우편엽서, 은 장신구 및 크러마(ក្រមារ)를 파는 기념품 상인이 아주 많이 즐비하다. 시장 안에는 눈부신 보석과 금이 전시되어 있다. 전자, 문구류, 중구옷 및 꽃도 판다. 프랑스-태국 전쟁 당시 시장은 태국 항공기로 많이 피폭되고 손상을 많이 입었기 때문에 일시적으로 닫힌 상태이었다. 제2차 세계 대전 후에 현대식으로 재건되었다.

## 참고 문헌
- Central Market: Story of a renovation.  Municipality of Phnom Penh - Melon rouge Agency, Editor and Publisher